# Exyrias ferrarisi
Exyrias ferrarisi és una espècie de peix de la família dels gòbids i de l'ordre dels perciformes.

## Morfologia
- Els mascles poden assolir 11 cm de longitud total.
- Nombre de vèrtebres: 26.[3][4]

## Hàbitat
És un peix marí, de clima tropical i associat als esculls de corall.

## Distribució geogràfica
Es troba al Pacífic occidental: les Filipines, Indonèsia i Vanuatu.

## Observacions
És inofensiu per als humans.